# Thoroczkay Gábor

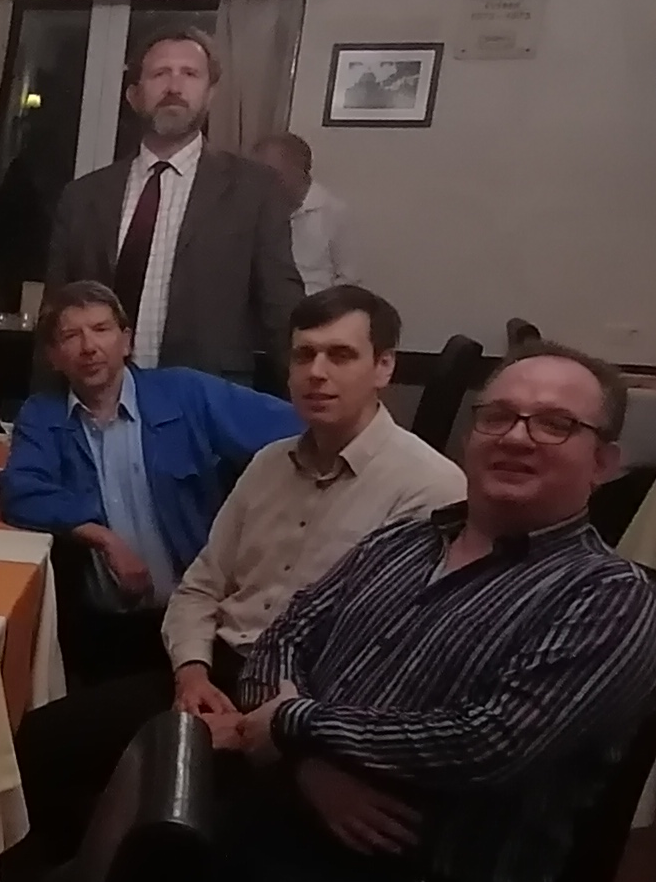
Thoroczkay Gábor (jobbra) baráti társaságban, 2019-ben, bal szélen Hegyi W. György ókortörténész ül

Thoroczkay Gábor (Budapest, 1971. január 4.) történész, az ELTE Történeti Intézetének habilitált docense, a Középkori magyar történelem doktori program vezetője. Fő kutatási területe az Árpád-kor állam- és egyháztörténete, valamint historiográfiája.

## Élete
Szülővárosában végezte általános iskolai, valamint gimnáziumi tanulmányait is: 1989-ben érettségizett a Budapesti József Attila Gimnáziumban. Történelem–latin szakon szerzett tanári diplomát az ELTE-n 1994-ben. A Szegedi Tudományegyetemen elvégezte a medievisztika PhD-programot, és 2004-ben “summa cum laude” minősítéssel megvédte Egyháztörténeti és forrástanulmányok a XI. századi magyar történelemről című, Kristó Gyula témavezetésével készült doktori disszertációját.
1993 és 1998 között az ELTE ÁJK Római Jogi Tanszékén (jelenlegi nevén: Római Jogi és Összehasonlító Jogtörténeti Tanszék) tanított latin nyelvet, 1998 óta az ELTE Történeti Intézetében tanít.
2009-ben elnyerte a Magyar Tudományos Akadémia Bolyai János Kutatási Ösztöndíját
Habilitációs előadását 2014-ben tartotta meg az ELTE-n A székesfehérvári prépostság és bazilika korai története címmel.
Nős, három leánygyermek (2011, 2013, 2015) édesapja.

## Könyvei szerzőként
- Ismeretlen Árpád-kor: Püspökök, legendák, krónikák. Budapest, L'Harmattan Kiadó (2016), ISBN 9789634142126
- Székesfehérvár története az Árpád-korban. Székesfehérvár, Városi Levéltár és Kutatóintézet (2016), ISBN 9789638947185 (Zsoldos Attilával és Kiss Gergellyel)
- Írások az Árpád-korról: Történeti és historiográfiai tanulmányok. Budapest, L'Harmattan, ELTE Történelemtudományi Doktori Iskola (2009), ISBN 9789632361659
- A középkori Magyarország. Állam és ideológiák. Budapest, ELTE Bölcsészettudományi Kar (2020), ISBN 9789634892007

## Könyvei szerkesztőként
- Írott források az 1116–1205 közötti magyar történelemről. Szeged, Szegedi Középkorász Műhely (2018), ISBN 9786158039833
- Auxilium historiae, Tanulmányok a hetvenesztendős Bertényi Iván tiszteletére. Budapest, ELTE Bölcsészettudományi Kar (2009), ISBN 9789632841052
- Írott források az 1050-1116 közötti magyar történelemről. Szeged, Szegedi Középkorász Műhely (2006), ISBN 9789634827948 (Makk Ferenccel)
- A kalocsai érseki egyház története. II. kötet, Kalocsa, Kalocsai Múzeumbarátok Köre (2003), ISBN 9630074389 (Romsics Imrével és Tóth Gergellyel)
- Magyar történeti szöveggyűjtemény 1000-1526. Budapest, Osiris Kiadó (2000), ISBN 9633796709 (Bertényi Ivánnal és Dreska Gáborral)
- R. Várkonyi Ágnes emlékkönyv, születésének 70. évfordulója ünnepére. Budapest, ELTE Bölcsészettudományi Kar (1998), ISBN 963463141X (Rihmer Zoltánnal és Tusor Péterrel)

## Folyóiratcikkek, könyvrészletek (válogatás)
- László király szentté avatása, In: Kerny Terézia; Mikó Árpád; Smohay András (szerk.) Szent László kora és kultusza, Székesfehérvári Egyházmegyei Múzeum (2019), 60–66.
- Az első magyarországi szentté avatásokról, In: Kincses, Katalin Mária (szerk.) Hadi és más nevezetes történetek, HM Hadtörténeti Intézet és Múzeum (2018), 559–565.
- Megjegyzések a 11–12. század fordulójának magyar egyháztörténetéhez, In: Papp Sándor; Kordé Zoltán; Tóth Sándor László (szerk.) Urbs, civitas, universitas.Ünnepi tanulmányok Petrovics István 65. születésnapja tiszteletére, Szegedi Tudományegyetem Középkori és Koraújkori Magyar Történeti Tanszék (2018), 295–300.
- Die Legendenliteratur und Geschichtsschreibung Ungarns bis zur Mitte des 14. Jahrhunderts., Bullettino dell'Istituto stroico italiano per il medio evo 118, 217–248.
- Szent István legendái a 19–20. századi tudományos kutatások fényében, In: Déri Balázs (szerk.) Ernst-kódex (OSZK, Cod. Lat. 431), Országos Széchényi Könyvtár; Pannonhalmi Főapátság (2016), 51–82.
- Dono pontificio alla chiesa prediletta di Santo Stefano agli inizi del secolo XI? (I „razionali” di Székesfehérvár) Rivista di studi  ungheresi 13 (2014), 7–26.
- La storiografia del diploma di Pannonhalma di Santo Stefano In: Pál József; Somorjai Ádám (szerk.) Mille anni di storia dell'Arciabbazia di Pannonhalma, Pannonhalma, Roma, Pannonhalmi Főapátság, Accademia d'Ungheria in Roma  (1997), 39–82.
- Szent István pannonhalmi oklevelének historiográfiája In: Takács Imre; Monostori Martina (szerk.) Mons sacer 996–1996 : Pannonhalma 1000 éve Pannonhalma, Pannonhalmi Bencés Főapátság (1996), 90–109.
- Az Anonymus-kérdés kutatástörténeti áttekintése (1977–1993) I–II. Fons: Forráskutatás és Történeti Segédtudományok 1 (1994) 93–149. és 2 (1995) 117–173.